# Merophysiops bicarinata
Merophysiops bicarinata là một loài bọ cánh cứng trong họ Endomychidae. Loài này được Semeenow miêu tả khoa học năm 1901.